# Reclams
Reclams (antigament Reclams de Biarn e Gascounhe) és una revista occitana de caràcter trimestral, literària escrita en occità, fundada a Bòrdas (Gascunya) el 1897 sota els auspicis de l'Escola Gastó Febus i d'orientació felibrenca.
Fou fundada pels escriptors i intel·lectuals gascons Miquèu Camelat i Simin Palay. Cesari Daugèr en fou un dels principals col·laboradors fins al 1919. L'apogeu de la publicació es trobà en la dècada del 1920, quan n'era secretari Miquel Camelat, que es va encarregar de la publicació fins poc abans de la seva mort el 1962.
A començament de la dècada del 1980 s'encarregà de la publicació Jan Salas-Lostau, que va transcriure la publicació en la norma clàssica de l'occità. El seu treball fou continuat per Jan Eigun, qui durant la dècada del 1990 va comptar amb una nova fornada d'autors occitans com Eric Gonzalès, Sèrgi Javaloyès, Eric i Nicolau Rei Bèthvéder, Estela Comellas i Maurici Romieu, que van forçar als redactors de la revista a obrir-se als altres dialectes occitans.